# Montijo (Portogallo)
Montijo (mõˈtiʒu) è un comune portoghese di 39 168 abitanti situato nel distretto di Setúbal.

## Società

### Evoluzione demografica
| Popolazione di Montijo (1801 – 2011) | Popolazione di Montijo (1801 – 2011) | Popolazione di Montijo (1801 – 2011) | Popolazione di Montijo (1801 – 2011) | Popolazione di Montijo (1801 – 2011) | Popolazione di Montijo (1801 – 2011) | Popolazione di Montijo (1801 – 2011) | Popolazione di Montijo (1801 – 2011) | Popolazione di Montijo (1801 – 2011) | Popolazione di Montijo (1801 – 2011) |
| ------------------------------------ | ------------------------------------ | ------------------------------------ | ------------------------------------ | ------------------------------------ | ------------------------------------ | ------------------------------------ | ------------------------------------ | ------------------------------------ | ------------------------------------ |
| 1801                                 | 1849                                 | 1900                                 | 1930                                 | 1960                                 | 1981                                 | 1991                                 | 2001                                 | 2004                                 | 2011                                 |
| 2676                                 | 5869                                 | 10504                                | 14832                                | 30217                                | 36849                                | 36038                                | 39168                                | 40466                                | 51222                                |

## Freguesias
- Afonsoeiro
- Alto Estanqueiro - Jardia
- Atalaia
- Canha
- Montijo
- Pegões
- Santo Isidro de Pegões
- Sarilhos Grandes